# Romeins aquaduct van de Gier

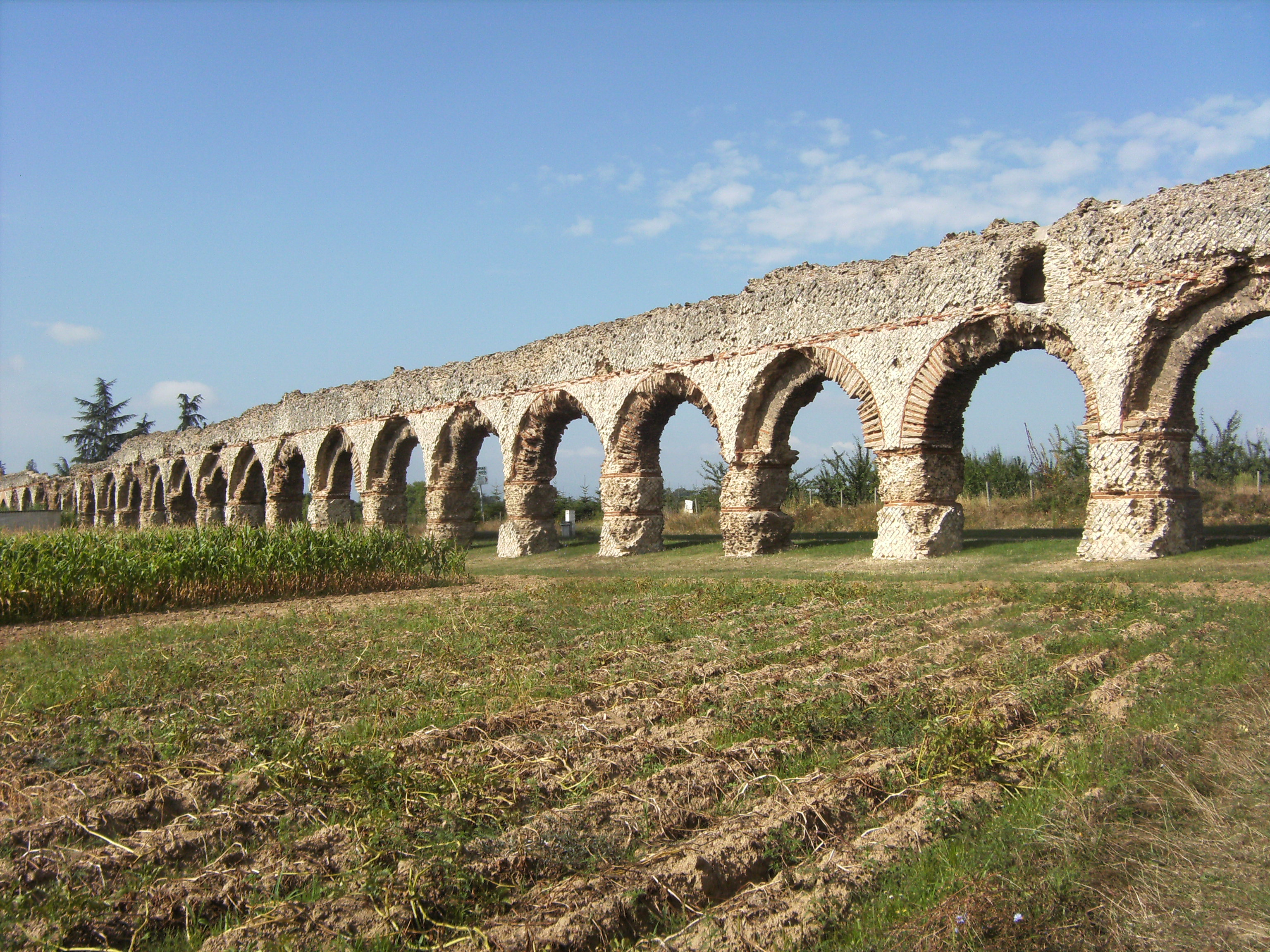
Plat de l'Air in Chaponost

Het Romeins aquaduct van de Gier (Frans: aqueduc du Gier) was een van de vier aquaducten die de Gallo-Romeinse stad Lugdunum (Lyon) van drinkwater voorzagen. Over een lengte van 86 km voerde het water aan uit de Gier, een zijrivier van de Rhône.

## Beschrijving
Het aquaduct begon in de huidige gemeente Saint-Chamond op een hoogte 405 m. Dit is in vogelvlucht op 42 km in noordoostelijke richting van het eindpunt in Lyon, maar omdat het aquaduct het reliëf van het landschap volgt en bepaalde diepe dalen vermeed, heeft het aquaduct een totale lengte van 86 km. Het aquaduct loopt door elf gemeenten in het departement Loire en tien in het departement Rhône. Het eindpunt in Loyasse (Lyon) ligt op een hoogte van 299,5 m en het aquaduct had dus een gemiddeld verval van 1,1 m per km. Het had een geschat debiet van 15.000 m³ per dag.
Het grootste deel van het traject liep ondergronds door elf tunnels maar het traject kende ook meer dan veertig overbruggingen en vier sifons. De 92 bogen van Plat de l'Air met een lengte van 550 meter in de gemeente Chaponost vormen een van de langste, bewaard gebleven overbruggingen in Frankrijk.
Het aquaduct werd gebouwd aan het einde van de 1e eeuw of het begin van de 2e eeuw. Dendrochronologisch onderzoek in 2018 op restanten van een houten koffer rond een pijler wees op een bouwdatum rond 110 onder keizer Trajanus.

## Afbeeldingen

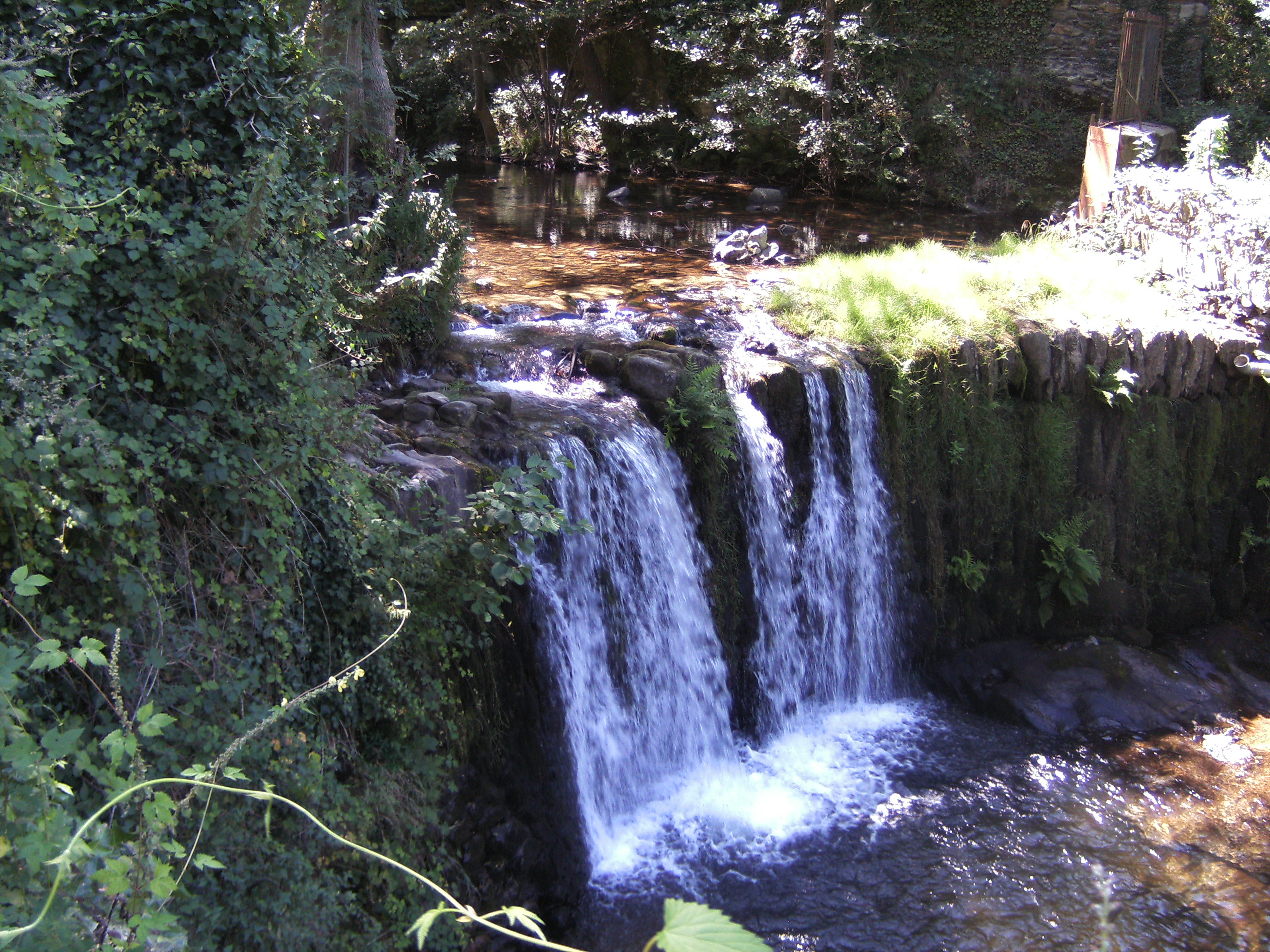
Begin van het aquaduct van de Gier in Saint-Chamond
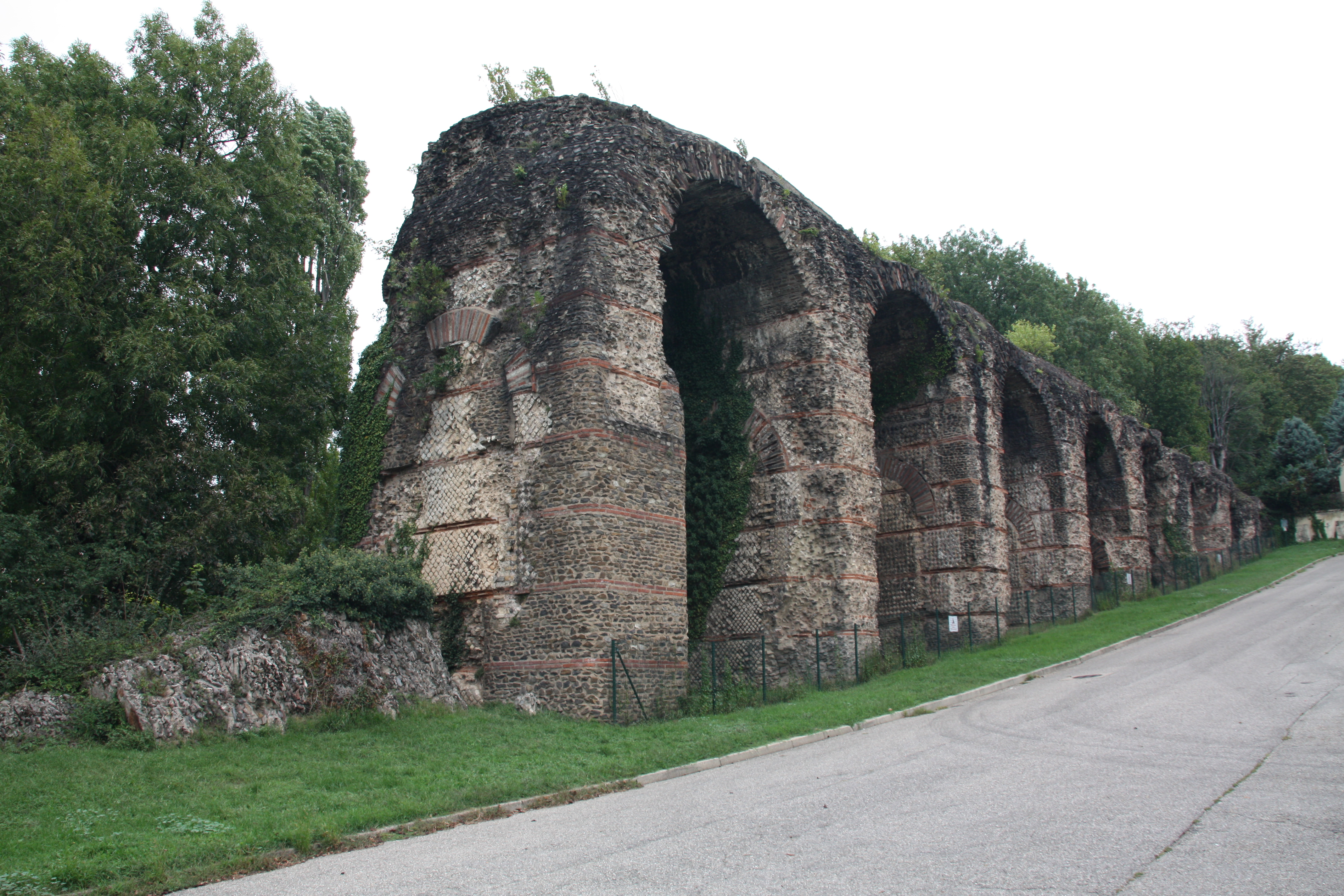
Overbrugging met sifon in Sainte-Foy-lès-Lyon
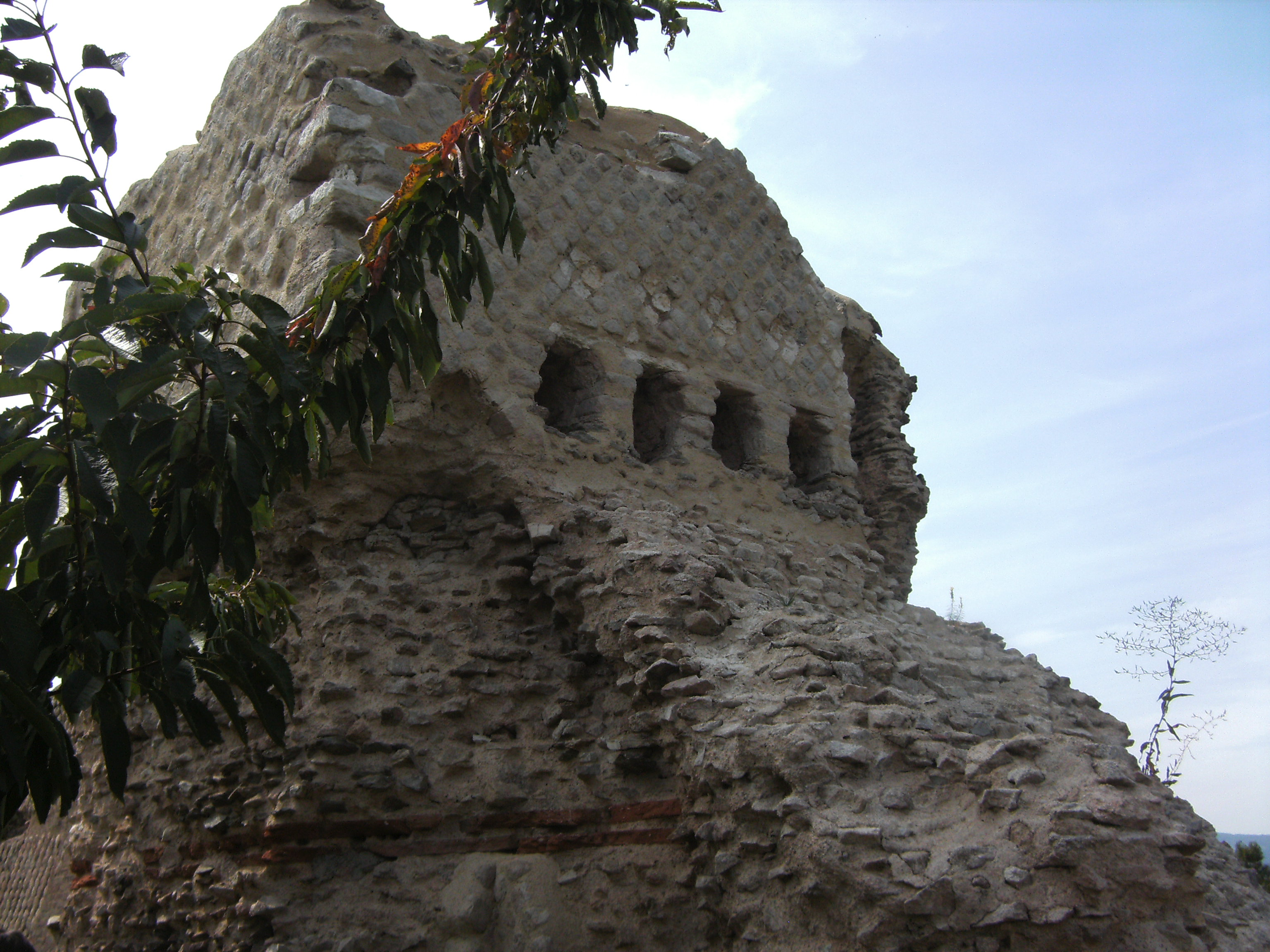
Bouwwerk aan de bovenzijde van een sifon in Soucieu-en-Jarrest
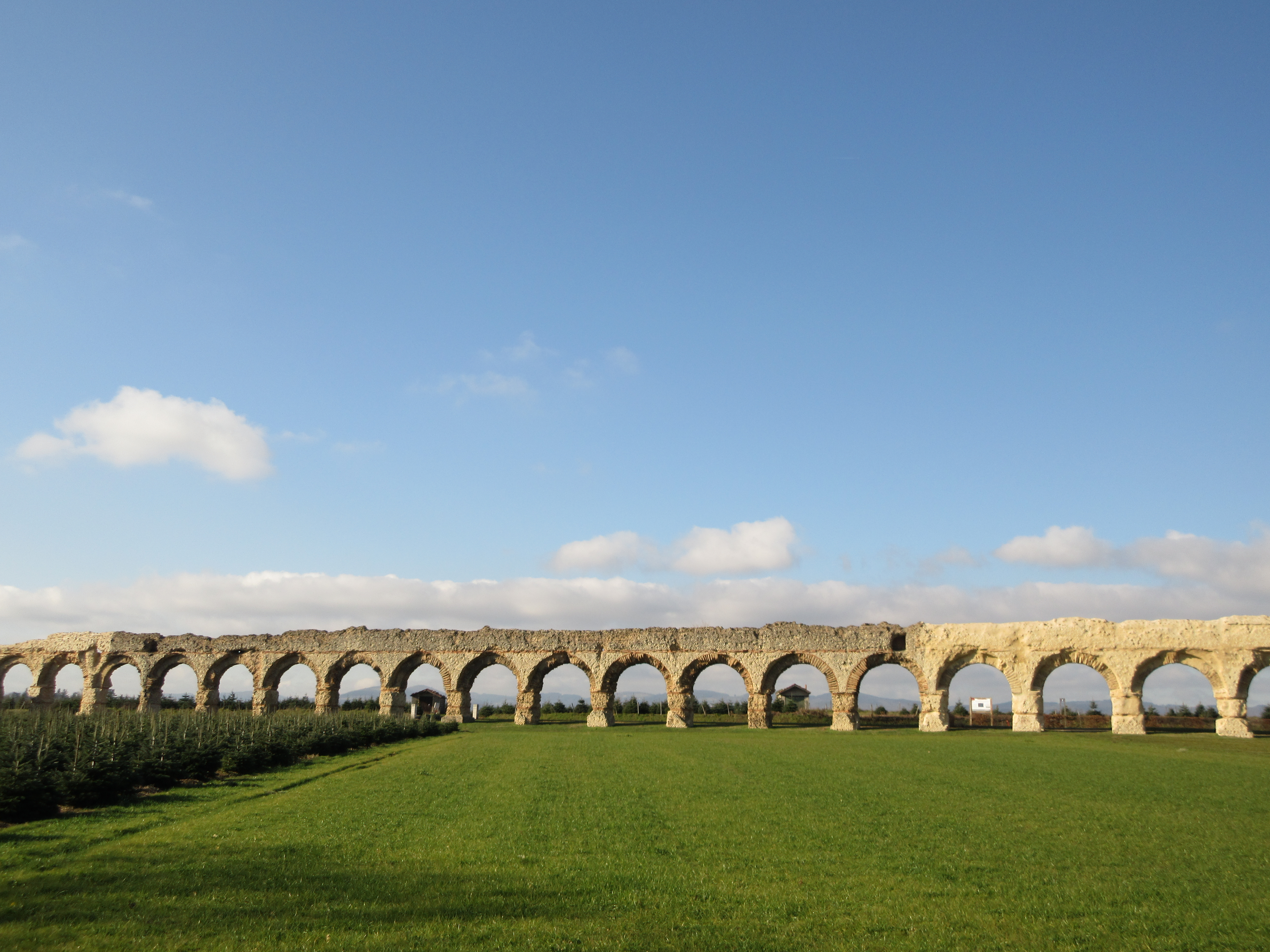
Plat de l'Air
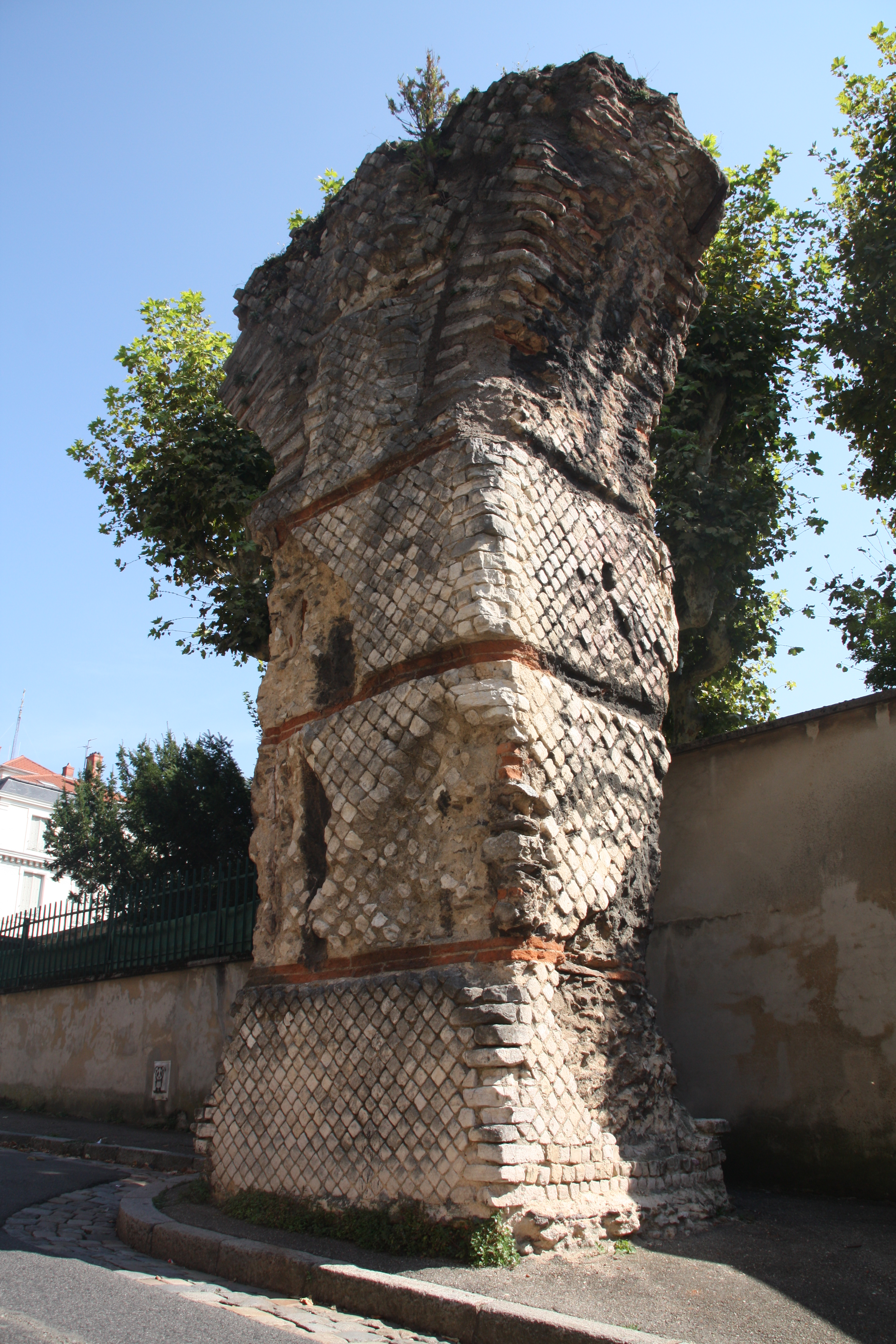
Resten van een boog in de Rue Roger Radisson (Lyon)